# Fernando Brederode
Fernando Teixeira Homem de Brederode (S. Bartolomeu da Charneca, Lisboa, 18 de março de 1867  — Lisboa, 8 de janeiro de 1939) foi um político português e empresário, e figura de grande relevo no panorama das seguradoras nacionais. Enquanto entusiasta e estudioso do seguro de vida, foi fundador da companhia de seguros "A Nacional".

## Biografia
Nascido a 18 de março de 1867, na freguesia de São Bartolomeu da Charneca em Lisboa, filho de António  da Cunha Teixeira Homem de Brederode e de sua mulher Maria Ignácia Vasconcelos da Cunha Teixeira (filha do 2º Conde de Vila Real e de Júlia Braamcamp), ambos os progenitores de ascendência nobre. Era irmão de Henrique Teixeira Homem De Brederode e de Martinho Teixeira Homem de Brederode. Fez o bacharelato de Filosofia pela Universidade de Coimbra.
Fundador da Companhia de Seguros A Nacional em 1906 foi membro do Conselho de Seguros, criado em 1907. Terá participado na elaboração do decreto de 21 de outubro de 1907 que veio estabelecer as condições de acesso e exercício na indústria seguradora, bem com a sua fiscalização. Este diploma é considerado um marco de progresso e organização da indústria seguradora em Portugal.
Foi ministro da Marinha de 26 de junho a 19 de julho de 1920, no governo de António Maria da Silva, e o mesmo cargo, de 2 de março a 23 de maio de 1921, no governo de Bernardino Machado, na qualidade de popular. Foi deputado em 1921, ministro do Comércio no governo de António Maria da Silva, de 7 de dezembro de 1922 a 9 de janeiro de 1923. 
Fernando Brederode alcançou notoriedade no Atuariado, desde logo por promover a instrução nesta área do conhecimento, pela participação no Congresso Internacional de Atuários; enquanto membro da primeira associação profissional de atuários, a Associação de Atuários Portugueses (1926).
Faleceu a 8 de janeiro de 1939, em Lisboa, com 71 anos. 

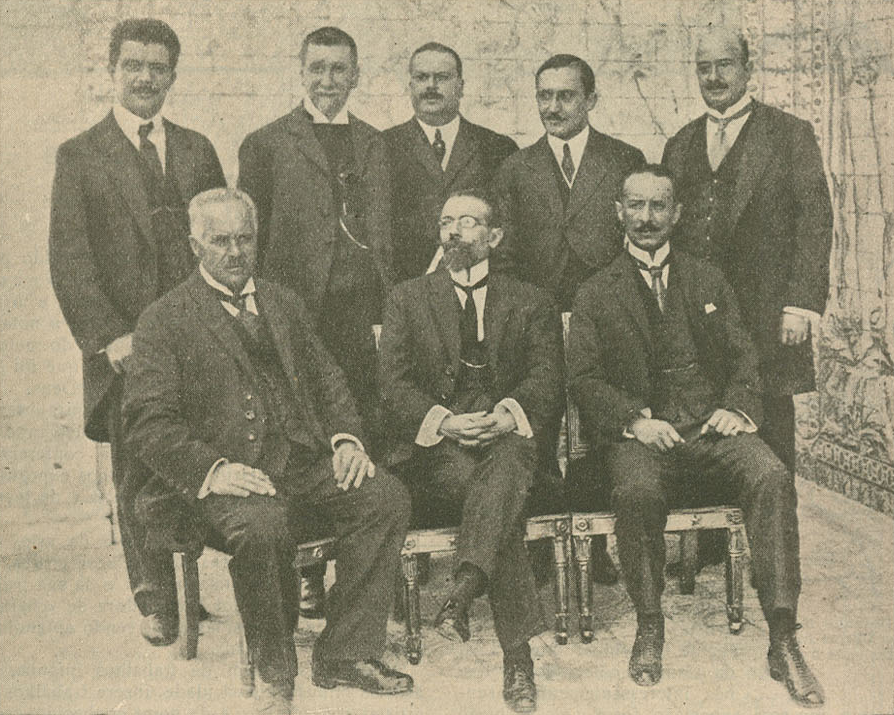
O novo ministério, com Fernando Brederode em 1920 (segundo a contar pela esquerda,em cima)